# Zhang Rong (Leichtathletin)
Zhang Rong (* 5. Januar 1983) ist eine ehemalige chinesische Hürdenläuferin, die sich auf die 100-Meter-Distanz spezialisiert hat. Ihren größten Erfolg feierte sie mit dem Hallenasienmeistertitel über 60 m Hürden 2006 in Pattaya.

## Sportliche Laufbahn
Erste internationale Erfahrungen sammelte Zhang Rong vermutlich im Jahr 2006, als sie bei den Hallenasienmeisterschaften in Pattaya in ,40 s auf Anhieb die Goldmedaille im 60-Meter-Hürdenlauf gewann. Im Jahr darauf schied sie bei der Sommer-Universiade in Bangkok mit 13,76 s in der ersten Runde über 100 m Hürden aus, ehe sie bei den Hallenasienspielen in Macau in 8,35 s die Silbermedaille über 60 m Hürden hinter der Kasachin Natalja Iwoninskaja gewann. 2009 schied sie bei den Studentenweltspielen in Belgrad mit 13,66 s im Halbfinale über 100 m Hürden aus und 2012 belegte sie bei den Hallenasienmeisterschaften in Hangzhou in 8,46 s den vierten Platz über 60 m Hürden. Im Jahr darauf beendete sie dann ihre aktive sportliche Karriere im Alter von 30 Jahren.
2007 wurde Zhang chinesische Meisterin im 100-Meter-Hürdenlauf.

## Persönliche Bestleistungen
- 100 m Hürden: 13,06 s (+1,7 m/s), 17. Juli 2011 in Nanchang
  - 60 m Hürden (Halle): 8,20 s, 20. Februar 2005 in Shanghai